# Fidías Panayiótou
Fidías Panayiótou (grec moderne : Φειδίας Παναγιώτου), né le 10 avril 2000 à Méniko (el) (Chypre), est un vidéaste, créateur de contenu et homme politique chypriote connu pour ses défis sur YouTube et d'autres plateformes de médias sociaux. Il a été élu député européen indépendant lors des élections au Parlement européen de 2024.

## Carrière

### YouTube
Fidias commence sa carrière sur YouTube en 2019 en publiant des vlogs et des vidéos de défis.
Le 8 octobre 2022, il se lance le défi de faire un câlin à Elon Musk après avoir fait un câlin à 99 autres célébrités. 
Il encourage ses abonnés à « spammer » la mère d'Elon, Maye Musk, avec sa demande, qu'elle a qualifiée de « malveillante »[pas clair], le tout en attendant devant le siège social de Twitter.
Le 21 janvier 2023, Elon Musk rencontre et serre Fidias dans ses bras dans le siège social.
En janvier 2023, Fidias annonce à la télévision chypriote son intention d'interviewer tous les candidats à l'élection présidentielle chypriote de 2023. 
Il accueille au total 12 des 14 candidats. Nikos Christodoulides et Andreas Mavroyiannis, les deux candidats favoris, n'ayant pas accepté son invitation.
En octobre 2023, il s'excuse pour une précédente vidéo où il voyage sans payer au Japon,.

### Carrière politique
En avril 2024, Fidias annonce sa candidature en tant qu'indépendant. Sa campagne se déroule principalement sur les réseaux sociaux, utilisant une rhétorique apolitique et sans programme détaillé,. Son objectif déclaré était de motiver les jeunes à s'impliquer dans la vie politique plutôt que d'être élu.
Il obtient 19,4 % des suffrages, se classant troisième derrière les deux principaux partis chypriotes, ce qui lui permet d'obtenir un siège au Parlement européen en tant que député indépendant.
L'élection de Fidias est perçue comme un rejet des partis politiques traditionnels et a suscité des discussions sur la déconnexion entre ces partis et les électeurs, en particulier les jeunes. Le taux de participation aux élections a augmenté significativement, passant de 45 % en 2019 à 58,86 % en 2024, une hausse partiellement attribuée à l'« effet Fidias ».
Il qualifie sa victoire de « choc » et « miracle », appelant les partis traditionnels à se moderniser et à mieux écouter le peuple. Les médias chypriotes ont décrit son ascension comme un « bouleversement » politique et un signal d'alarme pour les partis établis,.
Il déclare en 2024 qu'il est « fou et inhumain » de la part des politiciens européens de continuer à soutenir l'Ukraine qui ne gagnerait jamais sur le champ de bataille. Il se rend à Moscou le 9 mai 2025 en compagnie d'autres législateurs européens de l'Alliance Sahra Wagenknecht (BSW) d'Allemagne et de la SMER de Slovaquie, la veille ils postent une vidéo indiquant être "la voix de la paix". Un des ses conseillers a indiqué que Fidias ne se rendrait pas à la parade militaire, mais profitait d'une opportunité de se rendre en Russie .